# 圆瓣冷水花
圆瓣冷水花（学名：Pilea angulata），又称長柄冷水麻，为荨麻科冷水花属的植物。分布在印度尼西亚、越南、印度、斯里兰卡以及中国大陆的陕西、西藏、广东、贵州、广西、云南、四川等地，生长于海拔800米至2,300米的地区，多生于山坡阴湿处，目前尚未由人工引种栽培。

## 别名
圆瓣冷水麻（台湾植物志） 棱枝冷水花（云南植物名录） 湖北冷水花（湖北植物志）

## 异名
- Pilea angulata (Bl.) Bl. ssp. latiuscela C. J. Chen
- Pilea angulata (Bl.) Bl. ssp. petiolaris (Sieb. et Zucc.) C. J. Chen
- Pilea petiolaris (Sieb. et Zucc.) Bl.
- Pilea stipulosa (Miq.) Miq.